# The Fraud That Failed
The Fraud That Failed è un cortometraggio muto del 1913 diretto da Allan Dwan. Il film aveva tra gli interpreti J. Warren Kerrigan e Pauline Bush.

## Produzione
Il film fu prodotto dall'American Film Manufacturing Company come Flying A.

## Distribuzione
Distribuito dalla Mutual Film, il film - un cortometraggio in una bobina - uscì nelle sale cinematografiche USA il 4 gennaio 1913. Venne distribuito anche nel Regno Unito, dove uscì il 5 marzo dello stesso anno.